# José Tadeo Monagas (Guárico)
José Tadeo Monagas é um município da Venezuela localizado no estado de Guárico.
A capital do município é a cidade de Altagracia de Orituco.